# Perizoma aquilaria
Perizoma aquilaria là một loài bướm đêm trong họ Geometridae.